# Koigi
Koigi (em estoniano:  Koigi vald) é um município rural estoniano localizado na região de Järvamaa.